# XCF (formato di file)
XCF è un formato di file per la manipolazione di immagini raster nativo di GIMP. Il nome deriva da eXperimental Computing Facility.

## Caratteristiche
XCF è considerato un formato "vivente" essendo il formato nativo di GIMP ed evolvendo secondo le caratteristiche del codice sorgente.
È possibile salvare livelli grafici, canali e trasparenza ma, a differenza del formato PSD di Adobe Photoshop, non viene salvata la cronologia del file con cui si può tornare a una versione precedente.
I file XCF possono essere compressi con RLE o tramite zlib.
Il MIME type di questo formato è image/x-xcf.

## Software di terze parti
Nonostante gli sviluppatori di GIMP non garantiscano il supporto a XCF generati da software di terze parti, diversi applicativi sono in grado di leggere e scrivere file in questo formato tra cui: Seashore, ImageMagick, Krita, Gwenview e Inkscape.
Il formato XCF di CinePaint è basato su XCF di GIMP, tuttavia non sono compatibili.